# エマ・ド・フランス
エマ・ド・フランス（フランス語：Emma de France, 894年 - 934年）は、西フランク王ロベール1世の娘で、西フランク王ラウールの妃。

## 生涯
921年ごろ、エマはブルゴーニュ公ラウールと結婚した。ラウールは923年7月13日に西フランク王としてソワソンの
サン＝メダール修道院で戴冠し、エマは王妃となった。
エマは夫の王位をカロリング家のシャルル3世や義兄エルベール2世から守った。エマは931年にアヴァロンを占領し、933年には夫ラウールの軍隊と共に、エルベール2世に対するシャトーティエリの包囲戦を主導した。
エマは戴冠したことがわかっている最初のフランク王妃である。エマは931年に夫の戴冠より少し後にランスでランス大司教スールフにより戴冠された。このことは年代記に述べられている。
エマにはルイという息子が1人いたとみられる。また、ジュディットという名の娘もいた可能性がある。